# Monolepta gestroi
Monolepta gestroi là một loài bọ cánh cứng trong họ Chrysomelidae. Loài này được Jacoby miêu tả khoa học năm 1924.